# عبد القادر عزوز
عبد القادر عزوز (1947 - 4 فبراير 2024)
فنان تشكيلي سوري، من مواليد محافظة حمص في عام 1947م. قام بالدراسة في مركز صبحي شعيب للفنون التشكيلية في حمص، وتخرج من قسم التصوير بكلية الفنون الجميلة في دمشق. وفي عام 1971م فاز بالجائزة الأولى لمعرض الفنانين الشباب.
ولقد تم اقتناء أعماله من قبل وزارة الثقافة السورية، ووزارة الثقافة الأردنية، والمتحف الوطني في دمشق، ودار الندوة في بيروت في لبنان. وعرضت أعماله في بينالي الشارقة الدولي.

## مرجع
1. ↑  فنانون، عبد العزيز عزوز اكتشف سورية، ولوج في 8-7-2010 نسخة محفوظة 05 مارس 2016 على موقع واي باك مشين.

كان منتسباً للحزب الشيوعي السوري تحت اسم حركي (رمزي)عندما كان طالباً قي جامعة دمشق وعندما شكل الحزب مكتباً للعمل الفدائي للمشاركة في تحرير وطنه الذي احتل من قبل الصهاينة  في حرب ال67 كان واحداً من مجموعة من المتطوعين اللذين انخرطوا في الجبهة الديمقراطية لتحرير فلسطين كإلتزام عسكري معها ...وفي سياق الحرب الأهلية في الاردن هرب أكثر من قائد للقاعدة التي كان فيها ( في ثغرة عصفور قرب جرش)وتبوأ فيها منصب عضو لجنة ثلاثية لقيادة القاعدة لإتزانه وهدوئه وتماسكه ...وعند خروج المقاومة الفلسطينية من
الاردن عاد الى كليته واكمل مشروع تخرجه .